# Lissochlora carmen
Lissochlora carmen là một loài bướm đêm trong họ Geometridae.